# Pârșcoveni
Pârșcoveni è un comune della Romania di 3 164 abitanti, ubicato nel distretto di Olt, nella regione storica dell'Oltenia. 
Il comune è formato dall'unione di 3 villaggi: Butoi, Olari, Pârșcoveni.
Nel 2004 da Pârșcoveni si è staccato il villaggio di Șopârlița, andato a formare un comune autonomo.